# TRT Kurdî
Pour les articles homonymes, voir Kurdi.
TRT Kurdî est une chaîne de télévision publique turque diffusant en langue kurde et appartenant du groupe Radio-télévision de Turquie (TRT).

## Histoire
Après une phase de test le 25 décembre 2008, la chaîne commence a émettre dès le 1er janvier 2009 sous le nom de TRT 6. 
Le but de chaîne était de réduire l'influence de Roj TV, considérée comme proche du PKK. 
Le 10 janvier 2015, TRT 6 change de nom pour devenir TRT Kurdî.